# Trượt ván trên tuyết tại Thế vận hội Mùa đông 2018 - Big air nữ
Nội dung nhào lộn trên không nữ của Thế vận hội Mùa đông 2018 diễn ra vào ngày 19 và 22 tháng 2 năm 2018 tại Alpensia Ski Jumping Stadium ở Pyeongchang, Hàn Quốc.

## Vòng loại
Q — Lọt vào chung kết
DNS — Không xuất phát
JNS — Không tính điểm
12 vận động viên đứng đầu ở vòng loại tiến vào vòng tranh huy chương.
| Hạng | Thứ tự | Tên                  | Quốc gia                     | Lượt 1 | Lượt 2 | Tốt nhất | Ghi chú |
| ---- | ------ | -------------------- | ---------------------------- | ------ | ------ | -------- | ------- |
| 1    | 14     | Anna Gasser          | Áo                           | 88.25  | 98.00  | 98.00    | Q       |
| 2    | 12     | Yuka Fujimori        | Nhật Bản                     | 82.00  | 94.25  | 94.25    | Q       |
| 3    | 11     | Reira Iwabuchi       | Nhật Bản                     | 80.00  | 92.75  | 92.75    | Q       |
| 4    | 16     | Laurie Blouin        | Canada                       | 90.25  | 92.25  | 92.25    | Q       |
| 5    | 7      | Zoi Sadowski-Synnott | New Zealand                  | 72.75  | 92.00  | 92.00    | Q       |
| 6    | 9      | Jamie Anderson       | Hoa Kỳ                       | 30.25  | 90.00  | 90.00    | Q       |
| 7    | 15     | Miyabi Onitsuka      | Nhật Bản                     | 81.75  | 86.50  | 86.50    | Q       |
| 8    | 5      | Sina Candrian        | Thụy Sĩ                      | 31.75  | 86.00  | 86.00    | Q       |
| 9    | 6      | Julia Marino         | Hoa Kỳ                       | 83.75  | 85.25  | 85.25    | Q       |
| 10   | 13     | Silje Norendal       | Na Uy                        | 76.00  | 77.50  | 77.50    | Q       |
| 11   | 4      | Spencer O'Brien      | Canada                       | 69.50  | 76.75  | 76.75    | Q       |
| 12   | 17     | Jessika Jenson       | Hoa Kỳ                       | 76.25  | 39.75  | 76.25    | Q       |
| 13   | 24     | Jessica Rich         | Úc                           | 73.50  | 74.25  | 74.25    |         |
| 14   | 3      | Hailey Langland      | Hoa Kỳ                       | 73.00  | 29.00  | 73.00    |         |
| 15   | 19     | Carla Somaini        | Thụy Sĩ                      | 70.75  | 24.75  | 70.75    |         |
| 16   | 10     | Enni Rukajärvi       | Phần Lan                     | 68.75  | 49.75  | 68.75    |         |
| 17   | 8      | Brooke Voigt         | Canada                       | 67.75  | 32.00  | 67.75    |         |
| 18   | 26     | Elena Könz           | Thụy Sĩ                      | 62.00  | 65.75  | 65.75    |         |
| 19   | 22     | Šárka Pančochová     | Cộng hòa Séc                 | 65.50  | 30.00  | 65.50    |         |
| 20   | 1      | Cheryl Maas          | Hà Lan                       | 65.00  | 44.75  | 65.00    |         |
| 21   | 18     | Sofya Fyodorova      | Vận động viên Olympic từ Nga | 64.00  | 23.25  | 64.00    |         |
| 22   | 23     | Isabel Derungs       | Thụy Sĩ                      | 54.00  | 59.25  | 59.25    |         |
| 23   | 21     | Klaudia Medlová      | Slovakia                     | 30.75  | 50.50  | 50.50    |         |
| 24   | 25     | Asami Hirono         | Nhật Bản                     | 27.50  | 37.75  | 37.75    |         |
| 25   | 2      | Aimee Fuller         | Anh Quốc                     | 25.00  | 14.25  | 25.00    |         |
| 26   | 20     | Kateřina Vojáčková   | Cộng hòa Séc                 | 19.00  | 10.50  | 19.00    |         |

## Chung kết
Chung kết diễn ra vào ngày 22 tháng 2.
| Hạng | Thứ tự xuất phát | Bib | Tên                  | Quốc gia    | Lượt 1 | Lượt 2 | Lượt 3 | Tổng   | Ghi chú |
| ---- | ---------------- | --- | -------------------- | ----------- | ------ | ------ | ------ | ------ | ------- |
| 1    | 12               | 1   | Anna Gasser          | Áo          | JNS    | 89.00  | 96.00  | 185.00 |         |
| 2    | 7                | 2   | Jamie Anderson       | Hoa Kỳ      | 90.00  | 87.25  | JNS    | 177.25 |         |
| 3    | 8                | 8   | Zoi Sadowski-Synnott | New Zealand | 65.50  | 92.00  | JNS    | 157.50 |         |
| 4    | 10               | 13  | Reira Iwabuchi       | Nhật Bản    | 79.75  | 67.75  | JNS    | 147.50 |         |
| 5    | 5                | 9   | Sina Candrian        | Thụy Sĩ     | JNS    | 76.25  | 64.00  | 140.25 |         |
| 6    | 3                | 5   | Silje Norendal       | Na Uy       | 70.50  | 61.00  | JNS    | 131.50 |         |
| 7    | 11               | 12  | Yuka Fujimori        | Nhật Bản    | 82.25  | 40.50  | JNS    | 122.75 |         |
| 8    | 6                | 7   | Miyabi Onitsuka      | Nhật Bản    | 78.75  | JNS    | 40.25  | 119.00 |         |
| 9    | 2                | 6   | Spencer O'Brien      | Canada      | 51.25  | JNS    | 62.00  | 113.25 |         |
| 10   | 4                | 4   | Julia Marino         | Hoa Kỳ      | JNS    | 74.50  | 18.75  | 93.25  |         |
| 11   | 1                | 20  | Jessika Jenson       | Hoa Kỳ      | JNS    | 21.50  | 19.00  | 40.50  |         |
| 12   | 9                | 10  | Laurie Blouin        | Canada      | JNS    | 39.25  | DNS    | 39.25  |         |